# Cart Road
Cart Road – miejscowość położona na stokach Himalajów w północnej części Indyjskiego stanu Bengal Zachodni. 
Cart Road jest tzw. census town, czyli miejscowością kategoryzowaną pomiędzy obszarem miejskim, a wiejskim, posiadającą pewne cechy miasta, lecz administrowaną jak obszar wiejski.
Miejscowość jest położona w północnej części Indyjskiego stanu Bengal Zachodni, w dystrykcie Dardżyling, sub-dystrykcie Kurseong. Ciągnie się ona wzdłuż, wspinającej się z równiny przedpola Himalajów w góry Dardźylińskich himalajów, drogi między Siliguri a Kuersongiem.
Według spisu statystycznego z 2011 r. Cart Road liczyło 14 444 mieszkańców. Na 1000 mężczyzn przypadało 1030 kobiet, co jest wartością wyższą od średniej dla całego stanu, gdzie na 1000 mężczyzn przypadało tylko 950 kobiet. Gęstość zaludnienia wynosiła 803 osoby/km². Dzieci w wieku 0–6 lat stanowiły 7.5% (w całym stanie – 12%). Między rokiem 2001 a 2011 współczynnik wzrostu populacji wyniósł 5,7% (w całym stanie – 13,8%). Analfabetami było ok. 10,3% społeczności miasta (w całym stanie było to 23,7% ludności), 4,5% mężczyzn i 16% kobiet..
14,9% populacji miasta należało do tzw. zarejestrowanych kast (ang. Scheduled Castes), 23,5% należało do tzw. zarejestrowanych plemion (ang. Scheduled Tribes), czyli grup społecznych o najniższym statusie. 68,3% ludności, wyznawało hinduizm. Drugą pod względem liczebności grupą religijną byli buddyści, których było 23,3%. Kolejne grupy wyznaniowe to: chrześcijanie – 5,3%, inne religie – 1,8% i muzułmanie – 1,2%.